# Kallima inachus
Kallima inachus (лат.) — вид дневных бабочек из семейства нимфалид, ставший хрестоматийным примером покровительственной окраски (мимикрии). Видовое название дано в честь в честь в древнегреческого речного бога Инаха, первого царя Аргоса, восстановившего Арголиду после Всемирного потопа.

## Описание

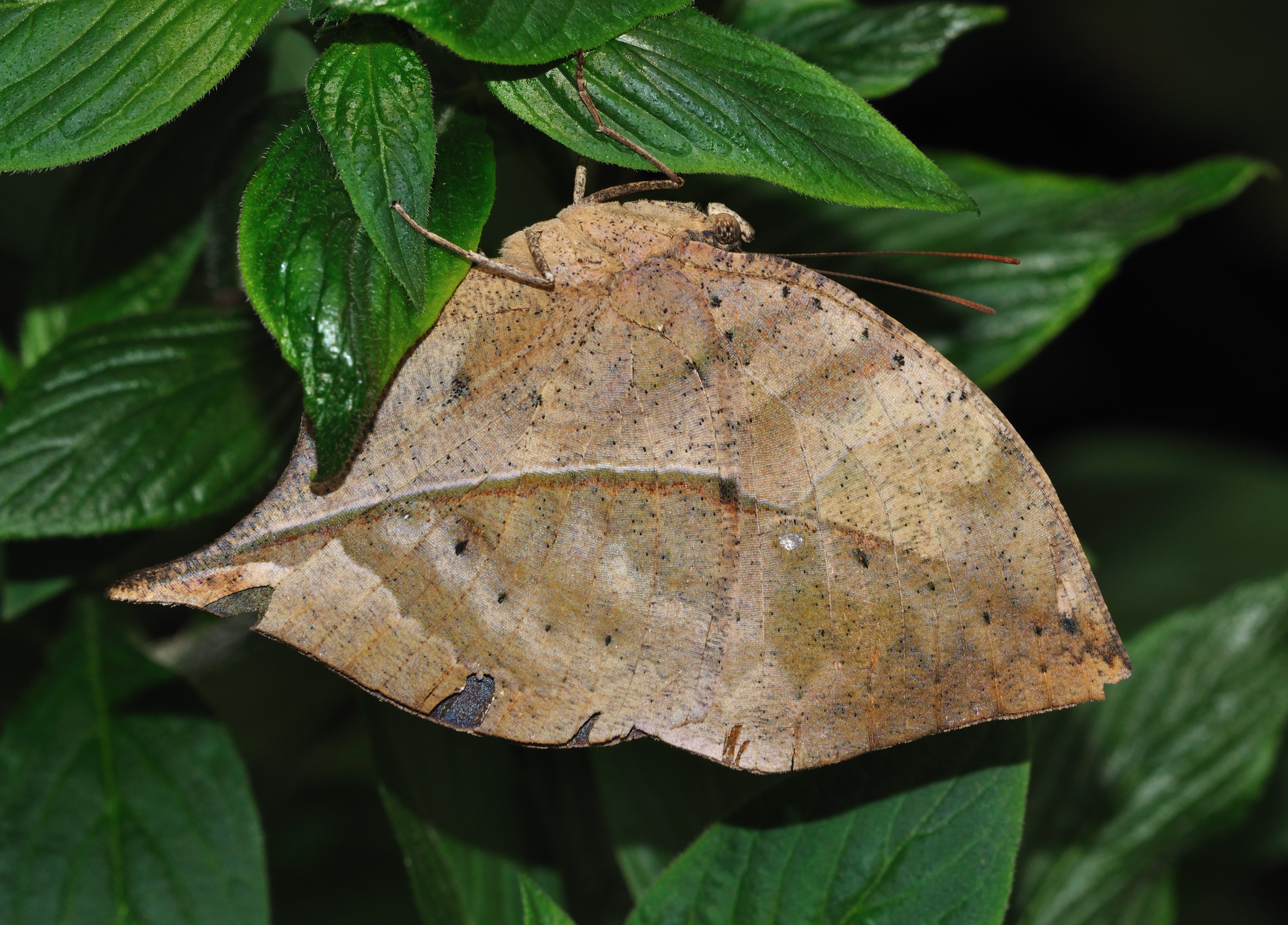
Нижняя сторона крыльев

Размах крыльев 60—110 мм. Верхняя сторона крыльев ярко окрашенная в синие цвета с металлическим блеском и оранжевыми полосками. Нижняя сторона крыльев очень изменчива и по своей окраске похожа на сухой лист с отчетливой срединной жилкой и подобием черешка, образованного хвостиками заднего крыла. Когда бабочки садятся на ветку и складывают крылья, то визуально принимают вид сухого листа: короткими выростами задних крыльев бабочка упирается в ветку, и они представляют сходство с черешком; рисунок же и цвет задней стороны сложенных крыльев в такой степени напоминают цвет и жилкование засохшего листа, что на близком расстоянии бабочку чрезвычайно трудно отличить от листьев.

## Биология
Развивается два поколения за год — в сухой и влажный сезон. Второе поколение отличается меньшим размером и более тёмной окраской нижней стороны крыльев. Время лёта с апреля по октябрь-декабрь в зависимости от участка ареала.
Гусеницы — полифаги, в число их кормовых растений входят: Girardinia diversifolia, Polygonum orientale, Персик, Dicliptera chinensis, Hygrophila salicifolia, Lepidagathis formosensis, Ruellia capitataus, Rostellularia pracumbens, Стробилянт.

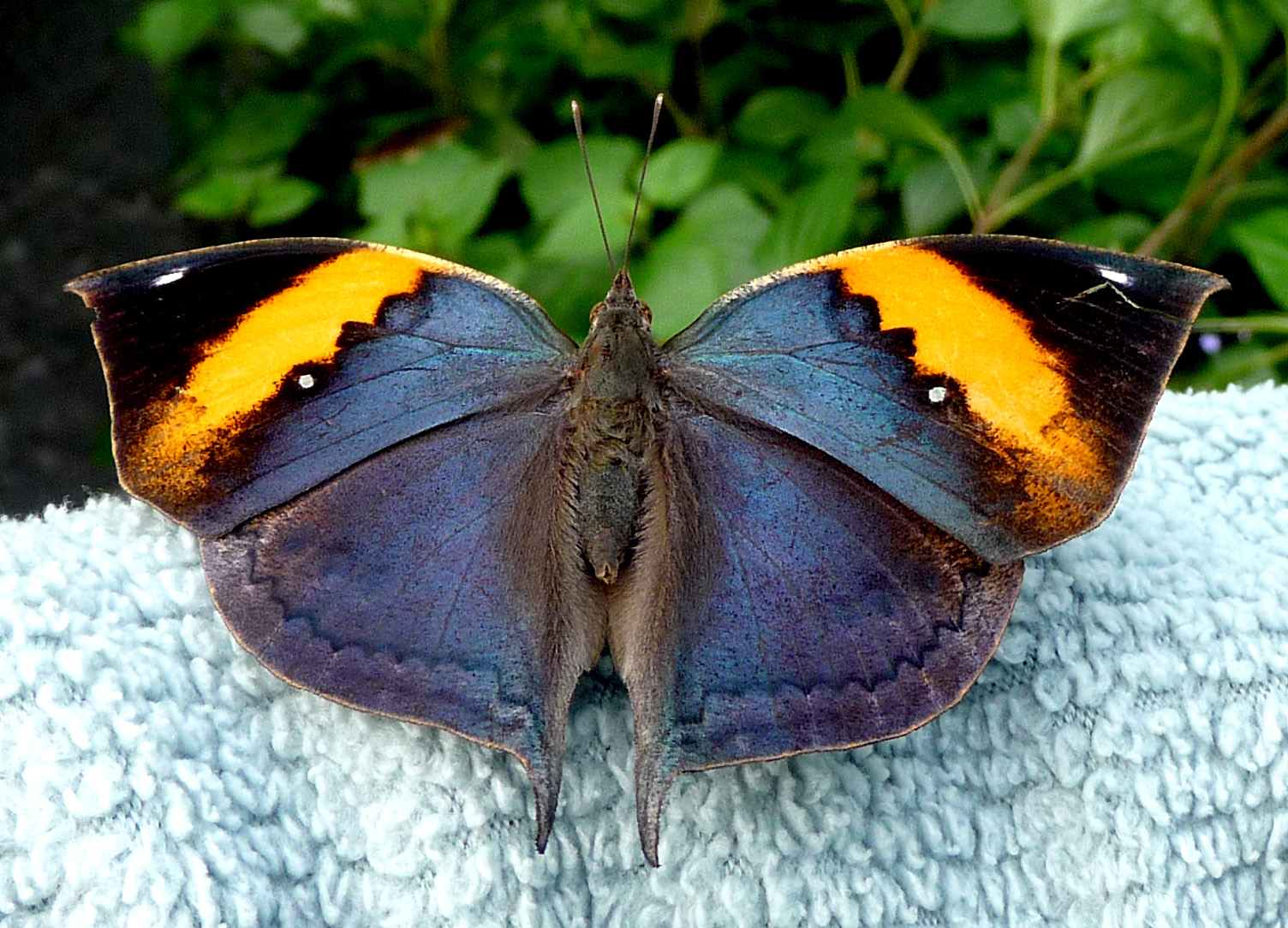
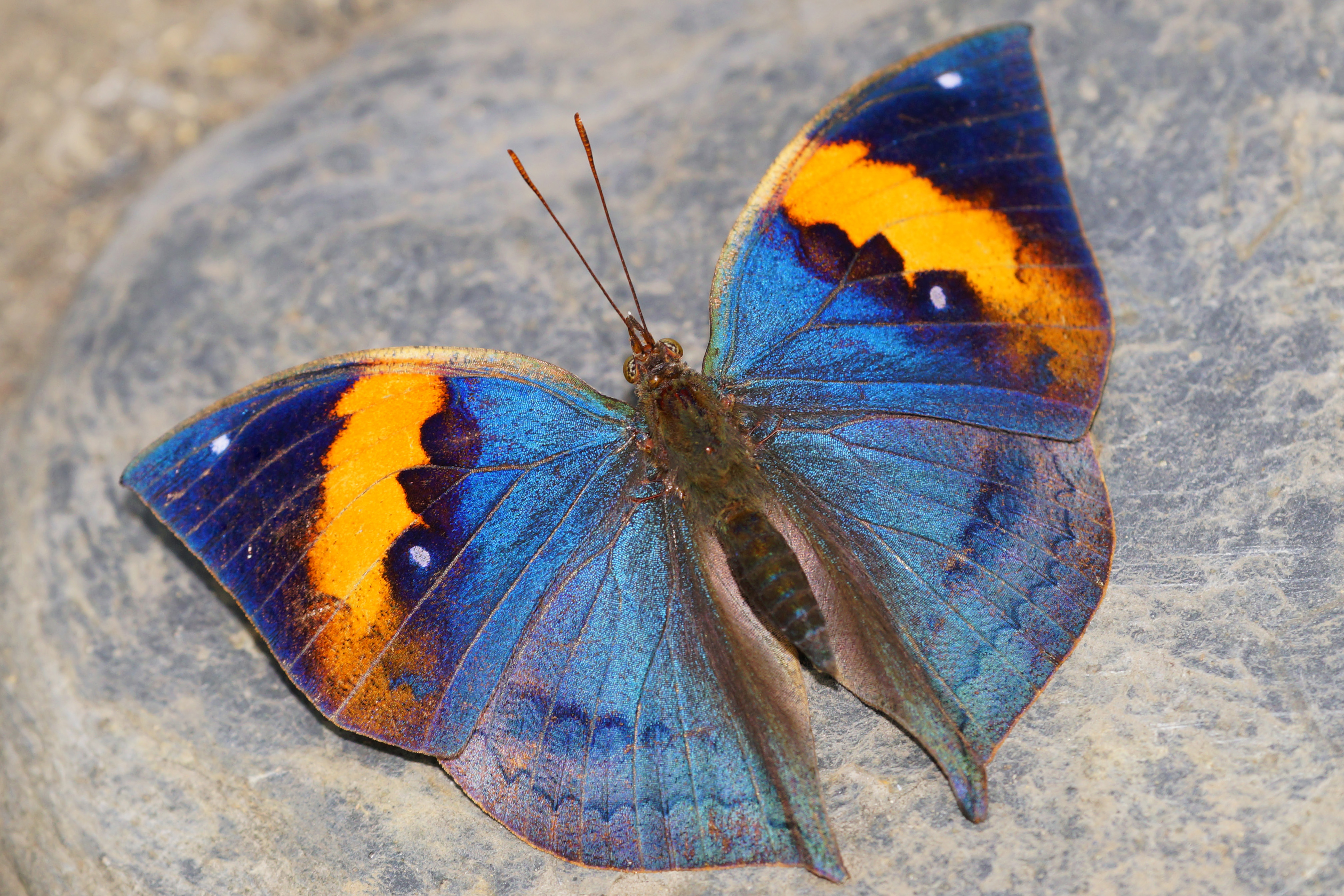
Kallima inachus formosana
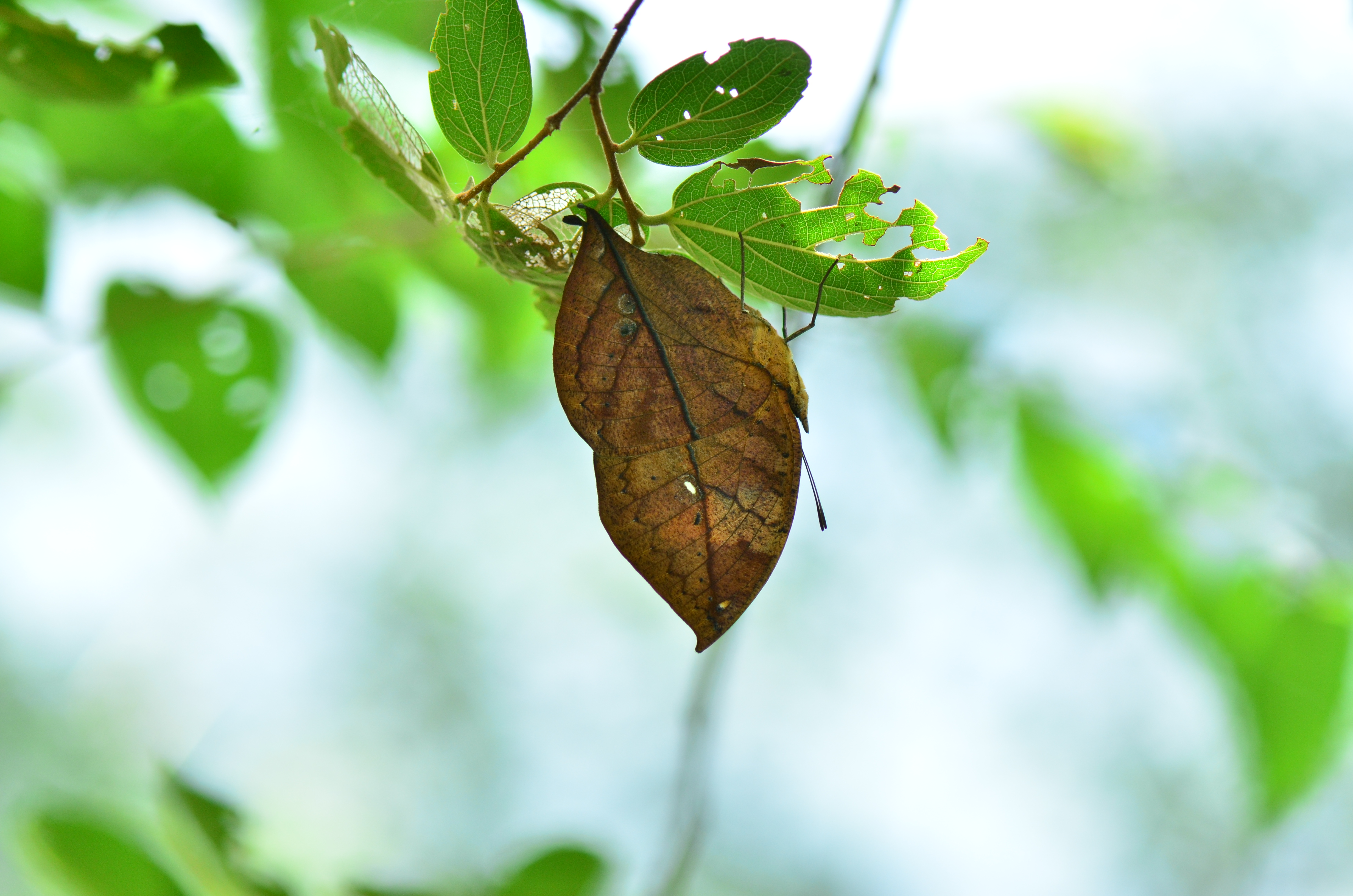
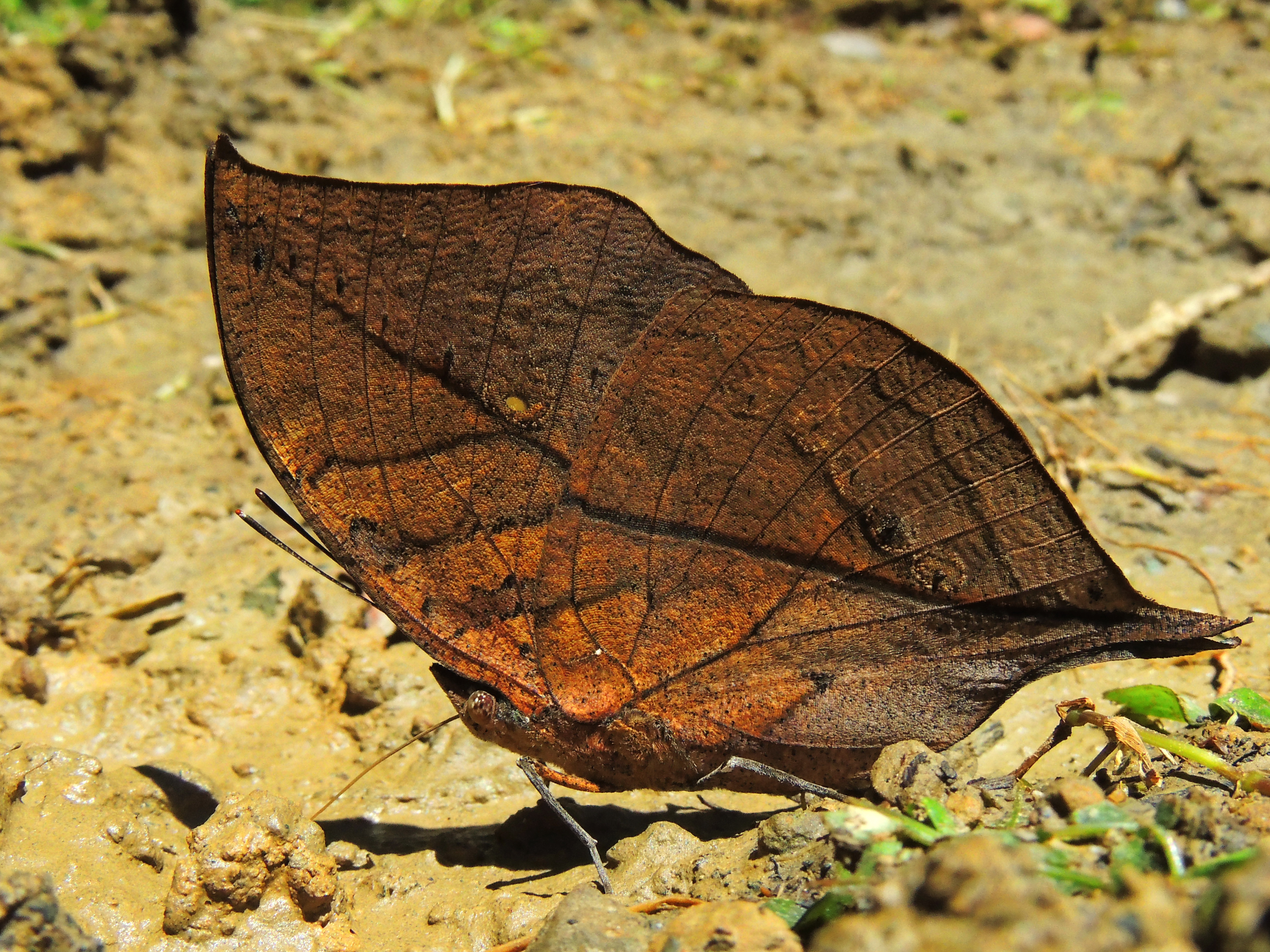
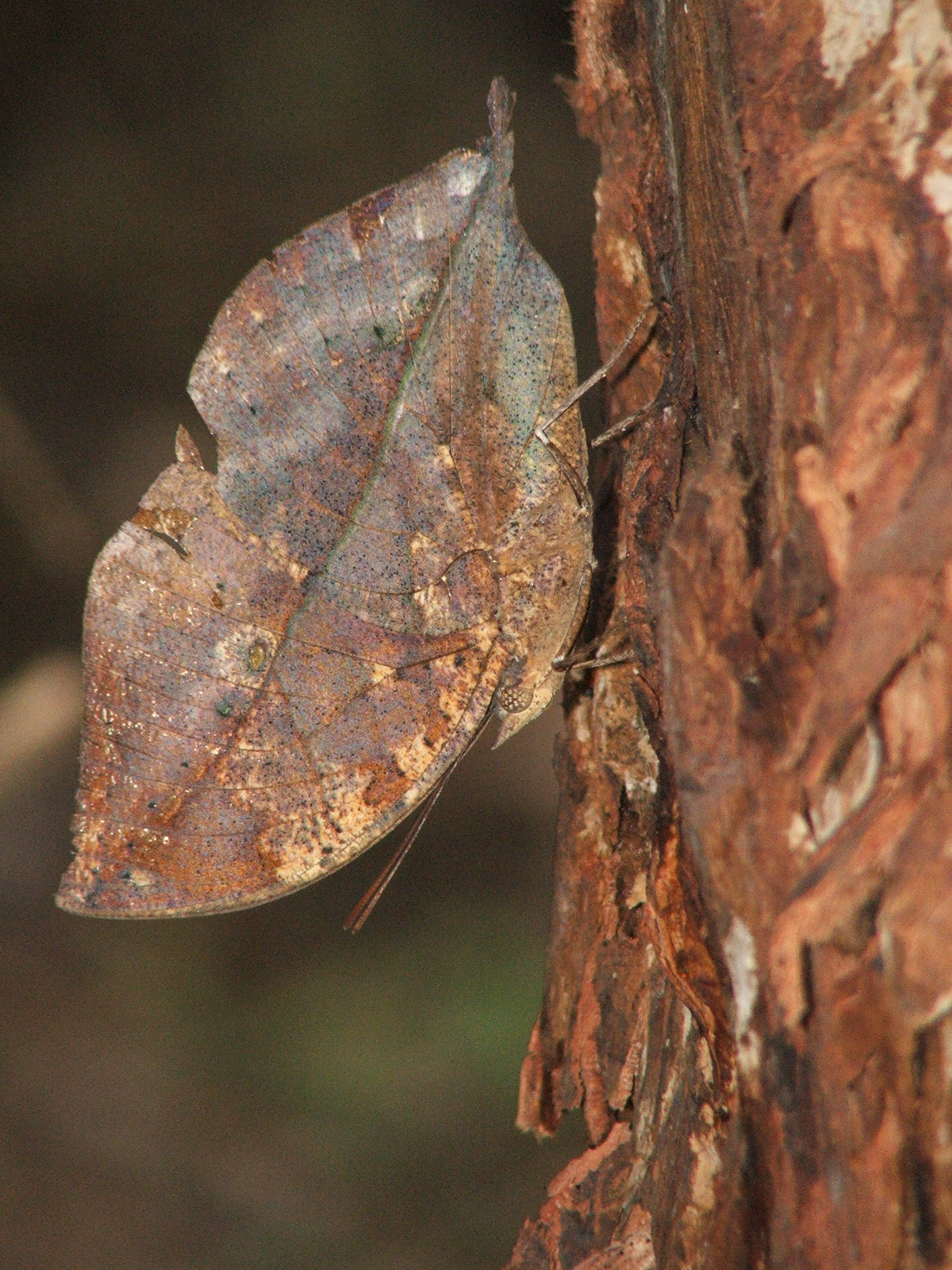
Самка, форма влажного сезона
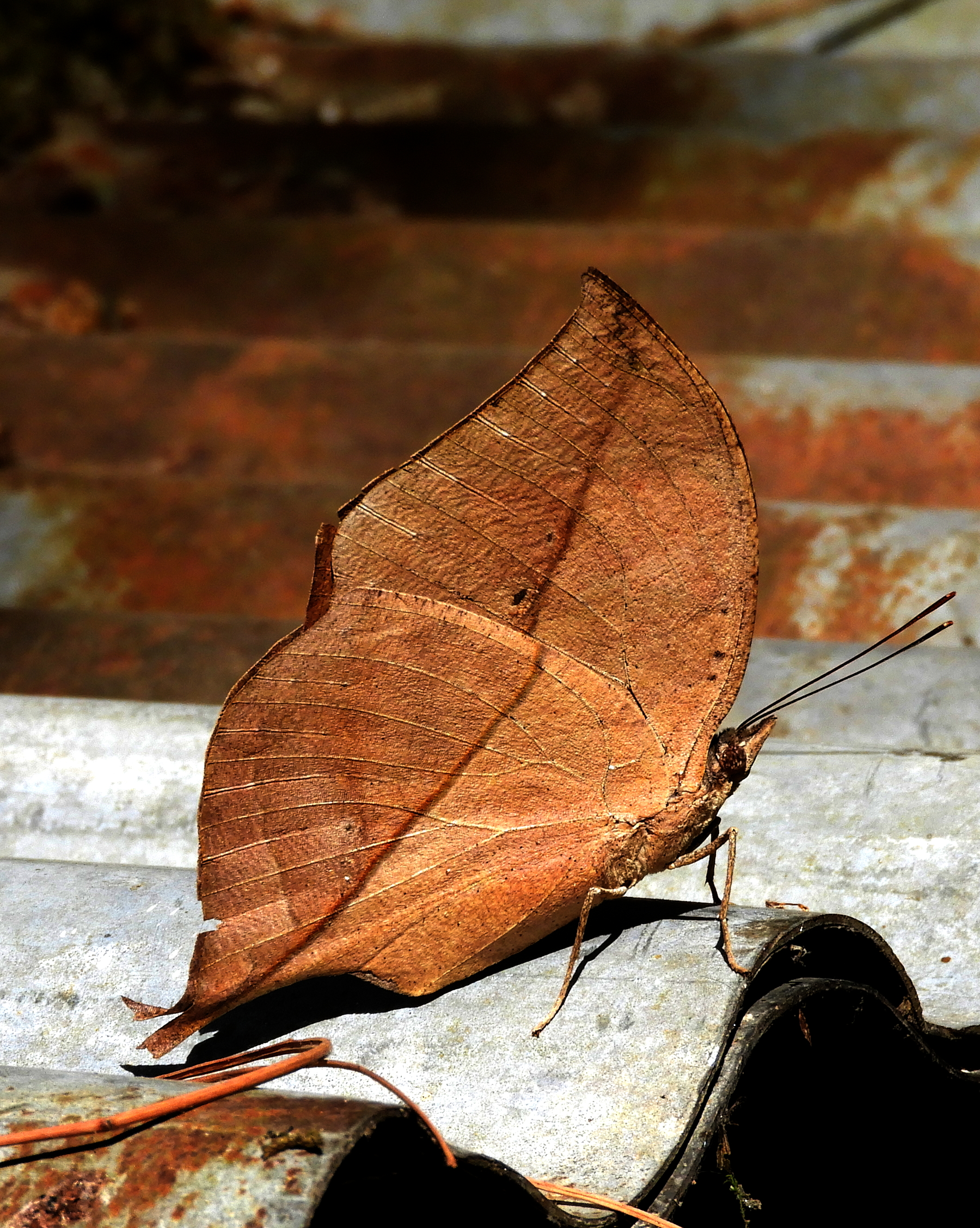
Форма сухого сезона

## Ареал
Обитает в Индии, Непале, Бутане, Бангладеш и Мьянме, вплоть до холмов Тенэссерим. В Юго-Восточной Азии встречается в южном Китае, Таиланде, Лаосе, Тайване и Вьетнаме. Также вид был зарегистрирован в Пакистане в 2000 году.

## Подвиды
- Kallima inachus inachus
- Kallima inachus alicia
- Kallima inachus formosana (Тайвань)
- Kallima inachus chinensis (Китай)
- Kallima inachus siamensis Fruhstorfer, 1912.